# HD203786
HD203786 — хімічно пекулярна зоря спектрального класу B9, що має видиму зоряну величину в смузі V приблизно  7,9.
Вона  розташована на відстані близько 1553,1 світлових років від Сонця.

## Пекулярний хімічний склад
Зоряна атмосфера HD203786 має підвищений вміст 
Si
.